# Abdoulaye Bangoura
Pour les articles homonymes, voir Bangoura.
Abdoulaye Bangoura, né le 27 mai 2000 à Conakry, est un coureur cycliste guinéen.

## Biographie
Abdoulaye Bangoura est originaire de Conakry, capitale de la Guinée. Après avoir pratiqué le natation, étant notamment sacré champion de Guinée juniors sur 200 mètres brasse en 2017, il pratique ensuite le cyclisme, devenant le plus jeune champion de Guinée sur cyclisme sur route en 2017 à l'âge de 16 ans. Sous les couleurs de l'équipe de Guinée, il participe aux Jeux de la Francophonie d'Abidjan, où il abandonne. 
Lors de la saison 2019, il obtient de bons résultats dans des courses africaines en finissant huitième d'une étape du Tour du Sénégal et du Tour de Côte d'Ivoire. Il brille par ailleurs sur le Tour de Guinée en terminant deuxième d'une étape et meilleur coureur de son pays au classement général (huitième). Il remporte aussi cette année-là un deuxième titre de champion de Guinée. Deux ans plus tard, il se classe second du Tour du Fleuve Sénégal. Il prend également le départ de ses premiers championnats d'Afrique au Caire. 
En 2023, il finit deuxième du Grand Prix de Haute-Guinée, tout en ayant remporté une étape. On le retrouve aussi présent aux championnats du monde de Glasgow, terminant à la 58e place. Il doit abandonner lors des Jeux de la Francophonie de 2023 à Kinshasa pour une panne de vélo.

## Palmarès
- 2017
  -  Champion de Guinée sur route
- 2019
  -  Champion de Guinée sur route
- 2021
  - 2e du Tour du Fleuve Sénégal
- 2023
  - 2e étape du Grand Prix de Haute-Guinée
  - 2e du Grand Prix de Haute-Guinée